# Daniel Crüger
Daniel Crüger (* 11. Dezember 1639 in Stargard (Hinterpommern); † 15. März 1711) war ein deutscher Mediziner und Poet der Barockzeit.
Crüger hatte an den Universitäten Frankfurt und Jena Medizin studiert, in Jena bei Johann Theodor Schenck. 1664 veröffentlichte er gemeinsam mit Schenck eine Inauguraldissertation mit dem Titel Dissertatio inauguralis de colica. 1666 wurde er an der Universität Altdorf zum Doktor der Medizin promoviert. Im Anschluss an das Studium  ließ er sich als  praktischer Arzt in Kolberg nieder. Danach praktizierte er in Stargard in Hinterpommern, wo er auch Leibarzt des Kurfürsten von Brandenburg war. Er betrieb medizinische Forschungen und entwickelte Medikamente gegen das Fleckfieber wie auch gegen die Syphilis. 1685 wurde er als 133. Mitglied in die Kaiserlich Leopoldinisch-Carolinische Deutsche Akademie der Naturforscher aufgenommen. Neben seiner Arbeit als Arzt betätigte er sich als Schriftsteller und Dichter. Crüger korrespondierte mit Wissenschaftlern seiner Zeit, unter anderem 1699 mit dem Astronomen und Kalendermacher Gottfried Kirch (1639–1710).

## Schriften (Auswahl)
- Getreuer Unterricht von der Pest, Stargard 1705 (40 Seiten) –  (Volltext)
- Klag- und Trost-Gedicht über den schmertzlichen Hintritt seines hohen Patrons und Gönners, des weyland Herrn Niclaus Ernst von Natzmer, September 1702 (vier Seiten).